# 안치쉬안
안치쉬안(중국어 간체자: 安琦轩, 정체자: 安琦軒, 병음: Ān Qíxuān, 한자음: 안기헌, 2000년 3월 12일~)은 중화인민공화국의 양궁 선수이다. 2024년 하계 올림픽 여자 단체전에서 은메달을 획득했다.